# Bear (Band)
Bear (manchmal auch B3AR) ist eine Progressive-Metal-Band aus dem belgischen Antwerpen. Sie gilt als ein Vertreter der Djent-Bewegung.

## Geschichte
Der Gitarrist Leander Tsjakalov und der Schlagzeuger Serch Carriere, die bereits zusammen in der Band Minus45degrees gespielt hatten, begannen Anfang 2009, miteinander Musik zu machen. Wenig später stieß der Bassist Dries Verhaert dazu, und man machte sich auf die Suche nach einem geeigneten Sänger. Nachdem dieser in Maarten Albrechts gefunden worden war, erfolgte im Frühling 2010 die Gründung der Band Bear. Im August 2010 veröffentlichte die Band ihre Debüt-EP Abstractions, die sie selbst vertrieb, und die wenig später auch digital über den labeleigenen Online-Store des belgischen Musiklabels Conspirancy Records erhältlich war. Nach einigen kleineren Konzerten folgte eine Tour an der Seite von While She Sleeps durch Großbritannien.
Ende 2010 wurde die Band von dem deutschen Musiklabel Let It Burn Records unter Vertrag genommen, über welches sie im April 2011 eine neu gemasterte Version ihrer ersten EP unter dem Namen Abstractions 2.0 veröffentlichten. Der Kontakt zu dem Label kam über Dries Verhaert zustande, welcher mit seiner ehemaligen Band Death Before Disco bereits bei dem Label unter Vertrag stand. Im Oktober 2011 erschien mit Doradus das Debütalbum der Band, auf dessen Cover das belgische Model Anouck Lepère zu sehen war. Der Name des Albums stammte von dem Stern α Doradus aus dem Sternbild Schwertfisch, welcher einer der hellsten im Universum ist. Die Band wählte den Namen, weil sie sich selber, wie der Stern α Doradus im Universum, als Teil eines Großen sieht und leicht zu finden ist, wenn man nach ihr sucht.
2012 trat die Band unter anderem als Vorband von Periphery und Textures auf und war auf dem Groezrock vertreten. Zudem war sie auf der achten Ausgabe des Euroblast Festivals neben Bands wie After the Burial und TesseracT zu sehen.
Im August 2013 unterschrieb die Band einen Plattenvertrag bei dem britischen Label Basick Records. Das zweite Album Noumenon erschien am 7. Oktober 2013. Der Albumname basiert auf Immanuel Kants Werk Kritik der reinen Vernunft, wo es ein metaphysisches Phänomen beschreibt, das nicht erlebt werden kann.

## Stil
Bear spielt eine Mischung aus Hardcore Punk, technisch geprägtem Progressive Metal und Djent. Die Musik zeichnet sich im Wesentlichen durch eine hohe Anzahl an Breaks, Rhythmusverschiebungen und schnelles, virtuoses Spiel aus. Dabei steht vor allem die technische Seite im Vordergrund. Der Gesangsstil wechselt zwischen gutturalem und effektunterlegten Klargesang. Als Vergleichsgrößen werden Fear Factory, Mastodon, Botch, Dillinger Escape Plan, Vision of Disorder und Meshuggah genannt.

## Diskografie

### Alben
- 2011: Doradus (Let It Burn Records)
- 2013: Noumenon (Basick Records)
- 2017: /// (Basick Records)
- 2018: Redire (Basick Records)
- 2020: Propaganda (Pelagic Records)
- 2023: Vanta (Pelagic Records)

### EPs
- 2010: Abstractions (Eigenvertrieb, digital: Conspiracy Records)
- 2011: Abstractions 2.0 (Let It Burn Records)

### Singles
- 2013: Rain (Basick Records)
- 2017: Masks (Basick Records)
- 2020: Apollo’s Heist (Pelagic Records)